# Мітельман Ізраїль
Ізраїль (Ісроель) Мітельман (* 1898, містечко Сатанів Проскурівського повіту Подільської губернії, нині смт Городоцького району Хмельницької області — † 1951) — радянський єврейський бібліограф, фахівець із творчої спадщини Шолом-Алейхема.
На початку 1941 року Мітельман і Хацкель Надель випустили у видавництві «Дер Емес» том «Вибраних листів» Шолом-Алейхема, матеріали для якого вони збирали як у Радянському Союзі, та і за кордоном .